# Agapetus bulla
Agapetus bulla är ett förfalskat dokument, som framställdes av svensken Nils Rabenius (1648-1717). Bakgrunden var uppgiften i Danaholmstraktaten att de tre nordiska kungarna haft ett möte där den svenske kungen suttit till häst medan den danske kungen hållit i hans betsel och den norske i hans stigbygel. Det skulle innebära att den svenska kungen betjänades av de båda andra kungarna. Danskarna bestred att uppgiften var riktig, men Rabenius visade upp en skrivelse (bulla) där påven Agapetus II år 954 skulle ha förklarat Sveriges företräde framför grannländerna. 
Bullan utgavs 1701 med förord av juristprofessorn Carl Lundius. Nils Ahnlund visade 1927 att bullan var en förfalskning.